# Comuna de Kłaj
Kłaj (polaco: Gmina Kłaj) é uma gminy (comuna) na Polónia, na voivodia de Pequena Polónia e no condado de Wielicki.
De acordo com os censos de 2004, a comuna tem 9746 habitantes, com uma densidade 117,2 hab/km².

## Área
Estende-se por uma área de 83,1 km².

## Subdivisões
- Brzezie, Dąbrowa, Grodkowice, Gruszki, Kłaj, Łężkowice, Łysokanie, Szarów, Targowisko.